# Grand-Popo
Grand-Popo är en kommun i departementet Mono i Benin. Kommunen har en yta på 289 km2, och den hade 57 636 invånare år 2013.
Centralort i kommunen är Grand-Popo.